# Aled Brew
Pour les articles homonymes, voir Brew.

a Compétitions nationales et continentales officielles uniquement.

b Matchs officiels uniquement.
Dernière mise à jour le 12 juillet 2023.
Aled Brew, né le 9 août 1986 à Cardiff, est un joueur international gallois de rugby à XV évoluant au poste d'ailier.

## Carrière

### En club
En 2012, en fin de contrat avec Newport, il signe un contrat de deux ans en faveur du club français du Biarritz olympique. Il décide ensuite de retourner au pays de Galles et signe en début d'année 2014 un contrat de trois ans prenant effet lors de la saison suivante avec Newport,.
En septembre 2016, il signe un contrat le liant jusqu'à la fin de l'année en faveur du club anglais de Bath Rugby. 
En septembre 2020, il s'engage en tant que joker médical aux Scarlets de Llanelli, ce qui fait de lui le quatrième joueur gallois à avoir porté les couleurs des quatre provinces de son pays avec Liam Davies, Tavis Knoyle et Tal Selley. Il annonce finalement l'arrêt de sa carrière en décembre 2020.

### En équipe nationale
Il a eu sa première cape internationale 3 février 2007 à l’occasion d’un match contre l'Équipe d'Irlande.

## Statistiques en sélection nationale
Aled Brew compte neuf sélections avec le pays de Galles entre le 4 février 2007 contre l'Irlande et le 2 juin 2012 contre les Barbarians. Il inscrit un total de quinze points (trois essais).

## Palmarès
- Vainqueur de la Coupe anglo-galloise en 2008 avec les Ospreys et en 2009 avec les Cardiff Blues.
- Finaliste de la Coupe anglo-galloise en 2018 avec Bath Rugby.